# Marine Corps Air Station Iwakuni

i8
i11
i13
Die Marine Corps Air Station Iwakuni (japanisch 岩国飛行場 Iwakuni Hikōjō, ICAO-Code: RJOI) ist ein Militärflugplatz des US Marine Corps, der sich im Delta des Nishiki-Flusses auf dem Gelände der Stadt Iwakuni in der japanischen Präfektur Yamaguchi befindet. Dabei nimmt die Basis etwa zwei Drittel des vom Fluss eingeschlossenen Deltas ein.

## Heutige Nutzung
Auf der Basis sind etwa 2.900 Soldaten stationiert. Sie ist die Heimat des Marine Aircraft Group 12 der US-Marine, der neben den notwendigen Unterstützungselementen drei fliegende Staffeln unterstellt sind:
- zwei Jagdbomber-Staffeln F-35B, die VMFA-121 „Green Knights“ (seit 2017) und die VMFA-242 „Bats“ (seit 2021)
- eine Transport- und Betankungsstaffel KC-130J, die VMGR-152 „Sumos“ (seit 2014)

## Geschichte
Im Jahre 1940 eröffnete die kaiserlich japanische Marineluftwaffe einen Stützpunkt auf diesem Gelände. Von 1946 bis 1952 wurde die Basis von der UN kontrolliert, wobei die US Air Force sie schon seit 1950 dazu benutzte, um von hier aus Angriffe im damals stattfindenden Koreakrieg zu fliegen. Seit 1958 ist sie eine Basis der US-Marine.
In den 2000er Jahren lief ein Aufschüttungsprojekt, das 790 Hektar neues Land schuf. Die Start- und Landebahn der Airbase wurde anschließend auf dieses Gelände verlagert, damit die Stadt durch das Freiwerden des jetzt genutzten Gebietes wachsen kann und zudem die Lärmbelastung für die Bevölkerung sinkt.

## Zwischenfälle
- Am 27. September 1950 öffnete der Copilot einer Curtiss C-46D-20-CU Commando der US-amerikanischen CIA-Fluggesellschaft Civil Air Transport (Luftfahrzeugkennzeichen XT-862) bei der Landung auf der Marine Corps Air Station Iwakuni versehentlich den rechten Gashebel und den linken Kühlluftklappenhebel statt beider Kühlluftklappenhebel. Das Flugzeug kam von der Landebahn ab und geriet auf unwegsames Gelände, wobei das Fahrwerk zusammenbrach. Alle Insassen überlebten den Unfall. Das Flugzeug wurde irreparabel beschädigt.[1]

- Am 25. Februar 1951 wurde eine Curtiss C-46D-15-CU Commando der United States Air Force (44-78257) auf der Rückkehr von einem Einsatz in Korea 6,5 Kilometer südwestlich der Marine Corps Air Station Iwakuni ins Gelände geflogen. Durch diesen CFIT (Controlled flight into terrain) wurden alle drei Crewmitglieder getötet.[2]